# Nuneaton Town Football Club
El Nuneaton Town Football Club es un club de fútbol inglés de la ciudad de Nuneaton. Fue fundado en 1889 y juega en la Conference North.

## Palmarés
- Conference National: 0
  - Subcampeón : 2

1983–84, 1984–85
- Conference North: 0
  - Subcampeón : 1

2004–05
- - Play Off ganados (Ascensos): 1

2011–12
- Southern League Premier Division: 1

1998–99
- - Subcampeón : 3

1966–67, 1974–75, 2009–10 (ascenso via play offs)
- Southern League Midland Division: 3

1981–82, 1992–93, 1995–96
- - Subcampeón : 1

2008–09 (ascenso via play offs)
- Southern League Cup: 1

1995–96
- - Finalistas: 1

1962–63
- Birmingham Senior Cup: 9

1931, 1949, 1956, 1960, 1978, 1980, 1993, 2002, 2010

## Gerencia y cuerpo técnico
| Puesto                                      | Nombre                  |
| ------------------------------------------- | ----------------------- |
| Presidente                                  | Ian Neale               |
| Vicepresidente                              | Neil Hodgeson           |
| Director                                    | Kevin Harris James      |
| Director                                    | Richard Dean            |
| Entrenador                                  | Kevin Wilkin            |
| Asistente del Entrenador                    | Micky Moore             |
| Gerente General de la Fundación Comunitaria | Steve Farmer            |
| Fisioterapeutas                             | Paul Egan Richie Norman |
| Utilero                                     | Darryl Strong           |

## Jugadores

### Plantilla 2015/16

#### Altas y bajas 2017–18 (verano)
| Altas          | Altas     | Altas           | Altas   | Altas |
| Jugador        | Posición  | Procedencia     | Tipo    | Costo |
| -------------- | --------- | --------------- | ------- | ----- |
| Darragh Leahy  | Defensa   | Coventry City   | Cesión. | --    |
| Kyle McFarlane | Delantero | Birmingham City | Cesión. | --    |

| Bajas         | Bajas          | Bajas          | Bajas                  | Bajas        |
| Jugador       | Posición       | Destino        | Tipo                   | Costo        |
| ------------- | -------------- | -------------- | ---------------------- | ------------ |
| Ryan Richmond |                | Market Drayton | Cesión.                | --           |
| Callum Ball   | Delantero      | Agente libre   | Rescisión de contrato. | --           |
| Luke Trotman  | Defensa        | Darlington     | Traspaso.              | No revelado. |
| Greg Mills    | Centrocampista | Darlington     | Traspaso.              | No revelado. |